# Discestra fusca
Discestra fusca är en fjärilsart som beskrevs av Herrich-Schäffer. Discestra fusca ingår i släktet Discestra och familjen nattflyn. Inga underarter finns listade i Catalogue of Life.